# Kopsætning
Kopsætning er en alternativ medicinsk metode som benytter undertryk med henblik på at bedre blodkredsløbet i huden, muskulaturen og i kroppens indre organer.